# Circaetus fasciolatus
Circaetus fasciolatus là một loài chim trong họ Accipitridae.
Chúng hiện diện trong một dải hẹp dọc bờ biển phía đông châu Phi từ nam Somalia đến đông bắc Kwazulu-Natal và vào đất liền dọc theo sông Save vào phía đông nam Zimbabwe.
Loài này là một loài sinh sống trong rừng và nó chủ yếu xuất hiện trong rừng ven biển thường xanh nhưng cũng có trong các khu rừng nội địa rậm rạp gần vùng đất ngập nước, đôi khi nó được ghi nhận từ các khu vực rừng rộng mở hơn. 